# Lesoparkowaja
Lesoparkowaja (ros. Лесопарковая) – stacja linii Butowskiej metra moskiewskiego, znajdująca się w południowym okręgu administracyjnym Moskwy w rejonie Czertanowo Jużnoje (Чертаново Южное). Otwarcie miało miejsce 27 lutego 2014 roku. Stacja typu płytkiego jednonawowego położona jest na głębokości 10 m. Cechą charakterystyczną wystroju są świetliki w sklepieniu, które doświetlają peron światłem dziennym. 